# Kőhányási berkenye
A kőhányási berkenye (Sorbus acutiserratus) a rózsafélék családjába, ezen belül a berkenyék (Sorbus) növénynemzetségébe tartozó növényfaj. Különálló taxonként Németh Csaba írta le 2009-ben, a lisztes berkenye (Sorbus aria) rokonsági körébe tartozó, de attól és több más közel rokon kisfajtól is számos jellegzetességében eltérő fajként.

## Megjelenése
Leírója szerint akár 10 méter magasra is megnőhet, egyszerű levelei karéjosak, a karéjok hegyesek, kissé kihegyezettek, szembetűnően élesen, durván fogazottak. A tompán ék- vagy kissé lekerekített vállú levelek fonáka szürkészölden molyhos, illetve a levélnyél is gyéren molyhos, 16–22 mm hosszú. Virágzatában 30–40, molyhos csészéjű, fehér pártájú virág is lehet; az érett termés vörös színű, alma alakú, kissé lapított, a hosszánál mindig kicsit szélesebb, fehéres paraszemölcsökkel sűrűn pettyezett. Hasonlít a budai berkenyéhez, de ez utóbbi levele jellemzően kerek-tojásdad és termése sem lapított.

## Előfordulása
A faj első leírt előfordulási területe a Vértes hegységben, a Csákvárt Oroszlánnyal összekötő országút közelében elterülő erdőrész, ahol elsősorban mészkedvelő tölgyesben, illetve annak dolomit sziklagyeppel érintkező szegélyzónájában élnek példányai, számos más berkenye-kisfajjal elegyes társulásban.

## Védettsége
Magyarországon a lisztes berkenye rokonsági körébe tartozó összes kisfajjal együtt védett faj, természetvédelmi értéke jelenleg (2013-as állapot szerint) 10.000 forint.